# Rivière La Corne
Rivière La Corne är ett vattendrag i Kanada.   Det ligger i provinsen Québec, i den sydöstra delen av landet, 400 km nordväst om huvudstaden Ottawa.
I omgivningarna runt Rivière La Corne växer i huvudsak blandskog. Runt Rivière La Corne är det mycket glesbefolkat, med 4 invånare per kvadratkilometer.